# Ferrari Typ 056

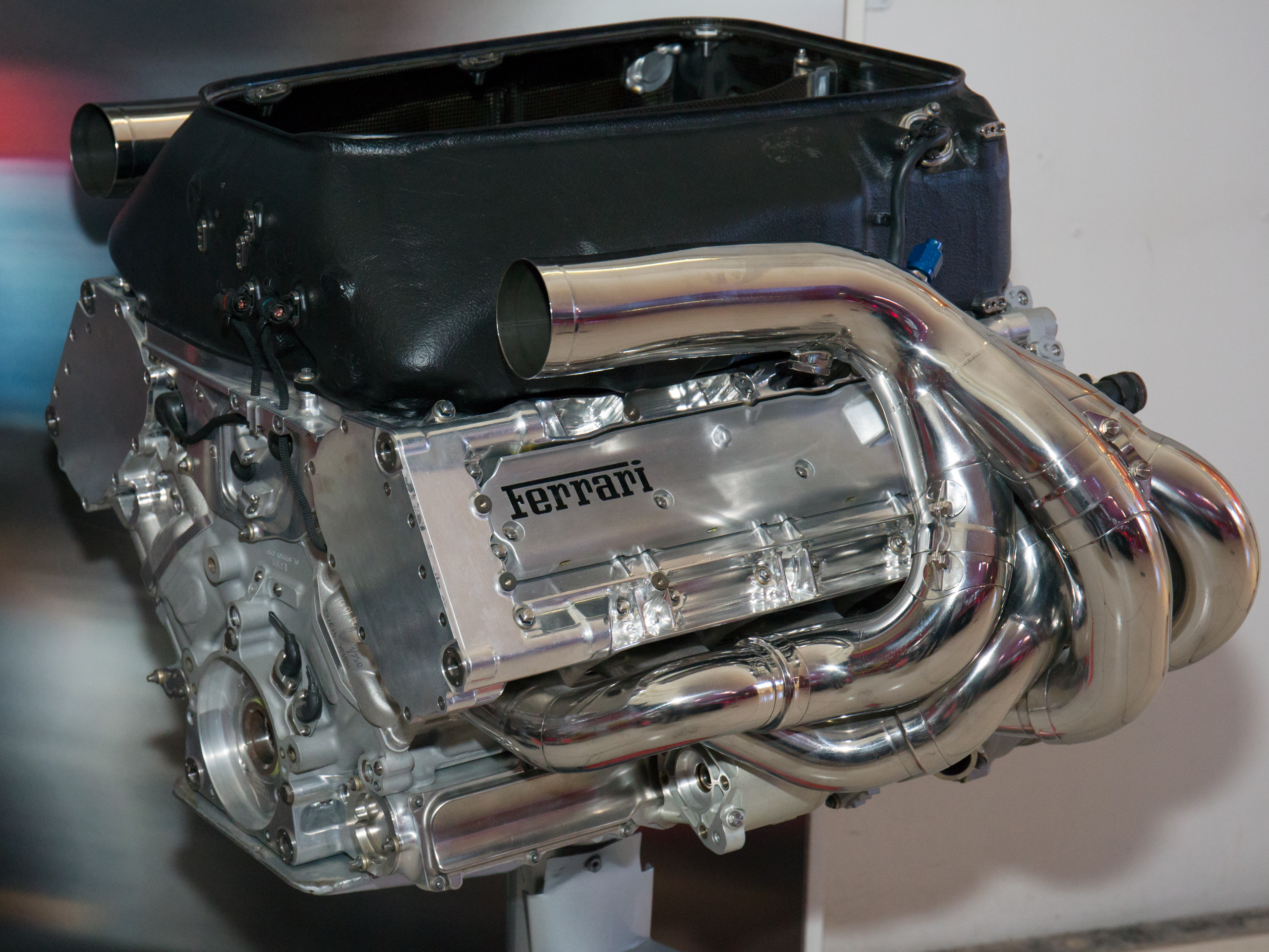
Motor (Ferrari Typ 056) des Ferrari 248 F1

Ferrari Typ 056 ist die Bezeichnung eines Rennmotors des italienischen Herstellers Ferrari, der in der Formel 1 zwischen der Saison 2006 und 2013 eingesetzt wurde. Der V8-Motor wurde unter Motorenchef Paolo Martinelli entwickelt. Vorgänger ist der in der Saison 2005 eingesetzte Typ 055, Nachfolger der Typ 059/3 aus 2014.

## Entwicklung
Nachdem die FIA die Einführung der V8-Motoren ab der Saison 2006 beschlossen hatte, begann Ferrari bereits Mitte des Jahres 2004 mit der Entwicklung eines solchen Motors für den Einsatz in einem Formel-1-Wagen. Im August 2005 fanden erste Testfahrten statt. Dazu wurde der Typ 056 in einem modifizierten F2004 verbaut. Die Motorenabteilung der Straßenwagen half bei der Entwicklung des Typ 056.
Das Motor-Management stammte von Magneti Marelli.

## Verwendung
Ferrari nutzte den Motor von 2006 bis 2013. In den Saisons 2009 und 2011 bis 2013 setzte Ferrari den Typ 056 in Verbindung mit KERS ein.
Red Bull setzte den Motor ebenfalls 2006 ein, bezog seine Motoren ab der nächsten Saison jedoch von Renault.
Scuderia Toro Rosso fuhr den Typ 056 von 2007 bis 2013, in den Saisons 2011 und 2013 mit KERS.
Spyker verbaute den Typ 056 in 2007, dessen Nachfolger Force India in 2008. Zur Saison 2009 wechselte Force India zu Mercedes als Motorenlieferant.
Ab der Saison 2010 bis 2013 bezog Sauber seine Motoren ebenfalls von Ferrari. Sauber nutzte KERS ab der Saison 2011.

## Technische Daten
| Datenbezeichnung   | Beschreibung        |
| ------------------ | ------------------- |
| Gewicht            | ca. 95 kg           |
| Zylinder           | V8                  |
| Zylinderbankwinkel | 90°                 |
| Ventile            | 4 pro Zylinder      |
| Bohrung            | 98 mm               |
| Kolbenhub          | 38,9 mm             |
| Hubraum            | 2,4 Liter           |
| Drehzahl           | max. 19.000/min     |
| Auspuff            | zwei Austrittsrohre |
| Leistung           | ~ 577 kW (785 PS)   |

### Ausbaustufen
Es gab mindestens eine Ausbaustufe, den Typ 056H.

## Statistik
Gleich am ersten Rennwochenende 2006 in Bahrain gelang Michael Schumacher im Ferrari 248 F1 mit dem Typ 056 die Pole-Position. Der erste Sieg folgte drei Rennen später beim Großen Preis von San Marino ebenfalls durch Schumacher. Der letzte Sieg mit dem Typ 056 gelang Fernando Alonso beim Großen Preis von Spanien 2013. Die meisten Siege pro Saison waren neun, dies gelang mit dem Typ 056 gleich dreimal – 2006, 2007 und 2008.
Der Typ 056 holte bei 147 Rennen 39 Siege (davon 38 durch Ferrari, einen durch Toro Rosso). Seine Fahrer holten 29 Pole-Positions und fuhren in 48 Rennen die schnellste Rennrunde. 122 mal stand ein Fahrer mit dem Typ 056 auf dem Podest. Mit ihm gewann Ferrari eine Fahrer- und zwei Konstrukteursweltmeisterschaften.